# Henry Mousley
William Henry Mousley ( * 1865 - 1949 ) fue un ingeniero civil inglés, zoólogo y botánico amateur, que trabajó activamente en Canadá.
Apasionado por la naturaleza de su país de adopción; se estableció en Hatley en los Cantones del Este, Mousley, mientras estaba al servicio del Ferrocarril de Ottawa-Toronto, dedicó gran parte de su tiempo a la observación de la naturaleza, especialmente las aves. De salud frágil, durante la guerra, se convirtió en un naturalista a tiempo completo. En un descubrimiento, de 1919, en un territorio de sólo 6,5 km², identificó treinta orquídeas entre especies, variedades e híbridos.
En Fairlee, Vermont, encontró 33 especies de orquídeas, reanudando sus excursiones botánicas en 1920 con entusiasmo; ampliando su alcance a unos 25 km de Hatley a Beebe y el pantano de Waterville, descubriendo otras tres especies: Amerorchis rotundifolia, Platanthera hookeri, Pogonia ophioglossoides.
Dos años después de mudarse a Montreal, obtuvo en 1926, un puesto en la "Biblioteca Emma Shearer Wood", de la Universidad McGill, especializado en ornitología y zoología, y trabaja allí doce años.
Su pasión por las orquídeas no se limitó a descubrir e identificar el mayor número posible de ellas; también estudió el desarrollo soterrado y de multiplicación vegetativa de Calypso bulbosa, Epipactis helleborine, Malaxis unifolia, Spiranthes casei, Spiranthes cernua, Spiranthes romanzoffiana. También se interesó en la polinización por la abeja Chlorhalictus smilacini de Spiranthes romanzoffiana y variaciones de color en Corallorhiza maculata.
A su muerte en 1949, Henry Mousley había publicado 131 artículos científicos en Canadá, Estados Unidos e Inglaterra, incluyendo 32 de las orquídeas. Como naturalista, su contribución al conocimiento de la flora de Quebec es especialmente notable en lo que respecta a las orquídeas en el sur de Quebec, donde estudió su morfología, ecología y distribución.

## Algunas publicaciones
- 1934. The Earliest (1805) Unpublished Drawings of the Flexibility of the Upper Mandible of the Woodcock's Bill. The Auk 51 ( 3 ): 297-301
- Henry Mousley and the Ornithology of Hatley and Montreal, 1910-1946. Tchébec 11 (1981): 113-34

## Honores
Fue miembro de "American Ornithologists' Union".
- La abreviatura «Mousley» se emplea para indicar a Henry Mousley como autoridad en la descripción y clasificación científica de los vegetales.[1]